# Konzulat Republike Slovenije v Erevanu
Konzulat Republike Slovenije v Erevanu je diplomatsko-konzularno predstavništvo (konzulat) Republike Slovenije s sedežem v Erevanu (Armenija); spada pod okrilje Veleposlaništvu Republike Slovenije v Grčiji.
Trenutni častni konzul je Ruben Astvatsatryan.